# Green Ischia
Green Ischia es un cultivar de higuera de tipo Higo Común Ficus carica, bífera de higos color verde hierba uniforme a verde con ligeras manchas rojizas. Se cultiva principalmente en el desierto de Madera, Alta California (Estados Unidos)
.

## Sinonimia
- „Ischia Green“ en California,[4]
- „Coeur“ en Francia,[5][6]
- „Verdale“,
- „Verte“,
- „Figue D'Espagne“,
- „New Green“,
- „Green“,
- „C'Ur“.

## Historia
El origen y la identidad exacta de esta higuera en el mundo antiguo se desconoce.
'Green Ischia' se cree que proviene de un árbol procedente de la isla italiana de Ischia,

## Características
La higuera 'Green Ischia' es una variedad bífera de tipo Higo Común, de producción media de brevas dulces de buena calidad y media de higos. Las hojas de la variedad son muy grandes y fuertes, de color verde oscuro y en su mayoría cordadas de 3 lóbulos.
La resistencia al frío es bastante fuerte. No se ha observado ningún daño relacionado con el frío después de más de dos semanas a -15 °C por la noche y -10 °C durante el día. Los brotes de fruta soportan los rigores del invierno, así como los cambios repentinos en las temperaturas de primavera. Tiene una buena resistencia al viento.
Las brevas 'Green Ischia' tienen forma oblata, de color verde claro uniforme a verde claro con manchas rojizas suaves, de excelente calidad gustativa, y muy dulces. La fruta es muy resistente a la intemperie, tiene un ostiolo muy cerrado y puede aguantar largos períodos de lluvia resistiendo a la podredumbre. Es más temprano que la mayoría de las otras variedades de aproximadamente dos semanas,  produce una fruta verde de tamaño pequeño a mediano que madura entre fines de julio y principios de agosto
Esta higuera también produce pequeños higos de otoño, más bien ovoides, con una pulpa de color fresa oscura. El color de la piel es a menudo lo que atrae a las aves cuando vienen a comer, esta variedad es verde como la hierba cuando está madura, engañando tanto al cultivador como a las aves. Ischia verde se debe de cosechar cuando la fruta tiene un sabor suave cuando se aprieta. El sabor es excepcional con una textura que se derrite, un sabor que recuerda a la mora y la fresa, y un contenido de azúcar más alto que las brevas.

## Cultivo
'Green Ischia', es una variedad de higo blanco, reconocida por su piel fina e intenso dulzor, que se cultiva en el desierto de Madera (Alta California), utilizando agua de la cuenca del río Colorado para los riegos.
Esta variedad es capaz de ser cultivada en USDA Hardiness Zones 8B a 10, por lo que se cultiva frecuentemente en jardines privados de zonas húmedas y frías como también en zonas húmedas y calurosas. Es uno de los higos comerciales de California. La fruta es excelente enlatada o conservada.